# Vorwerk (entreprise)
Vorwerk SE & Co. KG, dont le nom commercial est Vorwerk, est un groupe international diversifié dont le siège est à Wuppertal, en Allemagne. Vorwerk a été fondé en 1883. L'activité principale est la vente directe d'équipements électroménagers (Thermomix (robot de cuisine) et Kobold (aspirateur)).
Akf Bank, fondée en 1968, est une filiale de l'entreprise et est responsable des activités de crédit de Vorwerk.
L'entreprise emploie 9 127 personnes en 2023.
En 2023, l'entreprise réalise un chiffre d'affaires de 3,2 milliards d'euros. Les ventes directes représentant 70,8 % des ventes hors Allemagne et 58,5 % du chiffre d'affaires total est réalisé en dehors de l'Allemagne.

## Histoire

### Les débuts: Barmer Teppichfabrik Vorwerk & Co
En 1883, l'entreprise Barmer Teppichfabrik Vorwerk & Co est créée par les frères Carl (1847-1907) et Adolf Vorwerk. La même année, ils se séparent et Carl Vorwerk continue à diriger l'entreprise. La firme fabrique initialement des tapis de haute qualité et des tissus d'ameublement, et plus tard également les métiers à tisser utilisés pour les fabriquer — d'abord sous un brevet anglais puis sous son propre brevet amélioré,.
Le fils de Carl Vorwerk, Carl junior (1878-1904), devait lui succéder pour diriger l'entreprise, mais meurt quelques mois seulement après en avoir pris le contrôle, en 1903. Ainsi, après la mort du fondateur de l'entreprise en 1907, son beau-fils, August Mittelsten Scheid (1871-1955), devient le seul associé gérant. Sous son égide, l'entreprise se diversifie à la suite de la Première Guerre mondiale, commençant la production de réducteurs et de moteurs électriques de gramophones lorsque celle de son Gast gun (en) - un type particulier de mitrailleuse - cesse,.

### Kobold et les ventes directes

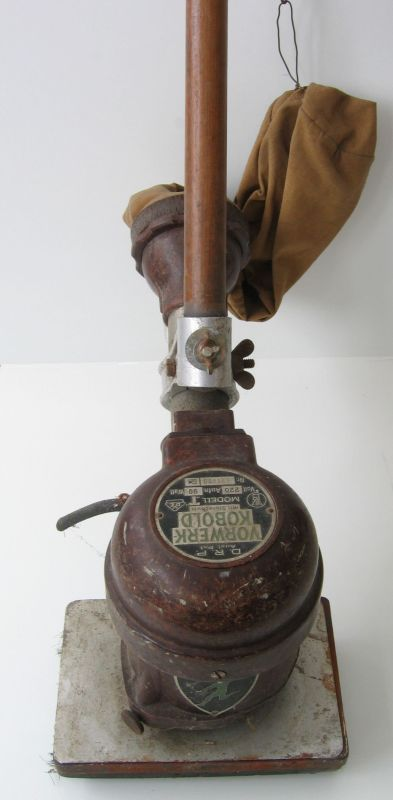
Un aspirateur rudimentaire, le Vorwerk Kobold model T, vers 1935.

Lorsque la radio gagne en popularité dans les années 1920, les ventes de gramophones décroissent rapidement. Cette situation critique donne naissance au Vorwerk Kobold en 1929, lorsque l'ingénieur en chef Engelbert Gorissen transforme un moteur de gramophone en moteur électrique vertical à haute performances pour aspirateur. Le 25 mai 1930, un brevet est délivré au Kobold Model 30. Au début, les ventes de ce qui est alors un équipement totalement inconnu en Allemagne restent très faibles, malgré le prix modeste de vingt Reichsmarks. Ce n'est que lorsque la vente directe est lancée , en 1930 — sur une idée originale de Werner Mittelsten Scheid (1904-1953), un fils du fondateur de l'entreprise — que le produit rencontre du succès. Dès 1932, Carl August Mittelsten Scheid (de) prépare ses fils à prendre sa suite. Parce qu'il est un opposant au régime nazi, il est amené à se démettre de ses fonctions en 1935, année où cent mille Kobold sont vendus. En 1936, il achève de passer la main à August Werner Mittelsten Scheid, qu'épaule le cadet Erich Mittelsten Scheid (de). Celui-ci siège jusqu'en 1933 au bureau de l‘Association nationale de l'industrie allemande (de), quand celle-ci devient en 1936 l'« Appui national à l'industrie allemande (de) ». En 1937, un demi million de Kobold sont vendus et en 1949, un million. Avant la Seconde Guerre mondiale, en 1938, la première organisation de vente à l'étranger est créée : Vorwerk Folletto, en Italie, pays allié de l'Axe,.

### Seconde Guerre mondiale
Durant la Seconde Guerre mondiale, l'entreprise est intégrée à l'industrie de l'armement national. Sous la direction d'Erich Mittelsten Scheid (de), sont construits des supports de périscopes, des engrenages pour projecteurs et affûts, des pièces de roquettes, des grenades, des fuselages de bombes et des boîtiers de commande antiaériens. C'est pour la fabrication de ceux-ci que deux succursales sont ouvertes en Pologne occupée, hors de portée de l'aviation britannique. La principale l'est dans une filature de Litzmannstadt, l'autre dans le ghetto de Litzmannstadt. Dans l'ex-filature, les « travailleurs de l'Est » sont confrontés à la faim qui tue plus sûrement les autres déportés mais ils bénéficient de tickets de rationnement.
Les usines de Barmen et Wipperfürth perçoivent des « travailleurs civils » recrutés entre autres par le STO, souvent des femmes. La première est une des cibles des bombardements stratégiques conduits par le Commandement bombardier de la Royal Air Force. Le 30 mai 1943, une attaque aérienne sur Wuppertal a mis fin à une grande partie des activités précédentes. Plusieurs bâtiments d'usine et l'administration ont été détruits par les bombes. Seules les usines d'armement étaient encore debout. C'est dans les jours suivants qu'Erich Mittelsten Scheid (de) partage de nouveau la direction de la firme avec son aîné Werner. La vente directe, qui concerne les produits ménagers, est interrompue. Face à l'avancée soviétique, la main d'œuvre polonaise, quatre cent vingt personnes, est transférée à l'été 1944 de Litzmannstadt à Wipperfürth. L'entreprise compte alors cinq cent quatre vingt « travailleurs forcés ».

### Reprise et diversification
La guerre terminée, la production et les ventes redémarrent, d'abord en Allemagne, puis en Europe et outre-mer. Au milieu des années 1950, le chiffre d'affaires dépasse le million de marks. Le seul associé gérant - après le décès de son frère en 1953 - est à ce moment-là Erich Mittelsten Scheid.
En 1969, le Dr Jörg Mittelsten Scheid, le fils de Werner, succède à son oncle à la tête des affaires familiales. Trois ans plus tard, Günter Busch et Bernd Balders deviennent les premiers associés gérants qui ne soient pas membres de la famille fondatrice.
À la fin des années 1960, l'entreprise se concentre sur la production et la vente d'aspirateurs, tapis et tissus d'ameublement. Depuis, elle diversifie continuellement son offre, d'abord dans le secteur des services. Vorwerk cofonde la banque akf bank en 1968. En 1970, le département de traitement de données conduit à la création de ZEDA Gesellschaft für Datenverarbeitung und EDV-Beratung mbH & Co. KG et la création de Hygienic Service Gebäudereinigung und Umweltpflege GmbH en 1974 est le premier germe de la division Hectas Facility Services. Au même moment, l'entreprise diversifie sa gamme de produits électroménagers. Ceci comprend le lancement du robot ménager Thermomix en 1971, suivi par Vorwerk Fitted Kitchens en 1974,.
L'entreprise est entrée dans le XXIe siècle par des acquisitions et des projets de restructuration. En 2001, Vorwerk achète l'organisation de vente directe Lux Asia Pacific au groupe suédois Electrolux, et consolide ainsi sa position sur le marché asiatique. L'année suivante, elle introduit le système de repassage Feelina et l'année suivante, elle revend la l’entreprise dérivée de sa filiale de traitement de données ZEDA à T-Systems, en 2003. Elle acquiert finalement le fabricant américain de cosmétiques Jafra Cosmetics en mai 2004, qu'elle revend au début de l'année 2022 à l'entreprise mexicaine de vente directe Betterware pour 255 millions de dollars. En mai 2023, la société américaine Neato Robotics, qui fabrique des aspirateurs robots est fermée.

### Distribution du Kobold et du Thermomix
Le système de vente directe a cependant été modifié pour le Kobold et pour Thermomix. En 2010, la distribution du Kobold est en outre passée de la rotation aux zones fixes,. En décembre 2011, le premier flagship store a ouvert ses portes sur le Jungfernstieg à Hambourg, suivi par de nombreuses autres boutiques dans les années suivantes,. Fin 2011, Vorwerk a également élargi ses canaux de vente avec une boutique en ligne.

## Description

### Activités, produits et marchés

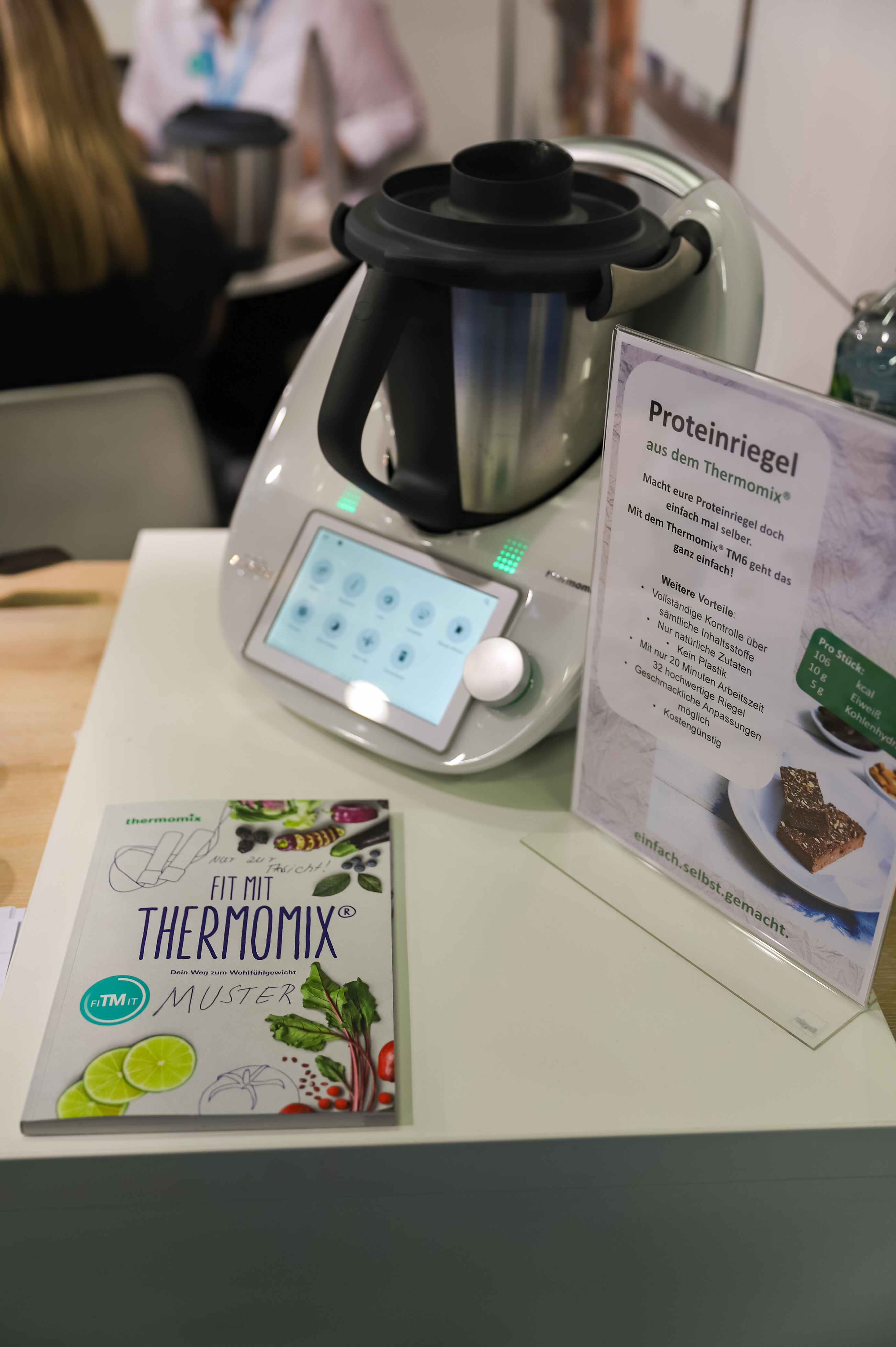
Un Thermomix.

En 2023, Vorwerk est présente dans 60 pays, par le biais de ses propres sociétés de distribution ou de partenariats commerciaux de distribution,.
Vorwerk dispose de filiales en Allemagne, Autriche, Canada, Chine, Espagne, États-Unis, France, Grande-Bretagne, Grèce, Italie, Japon, Mexique, Pays-Bas, Pologne, Portugal, République tchèque, Suède, Suisse, Taïwan et Turquie.
Le groupe Vorwerk est présent dans les secteurs d'activité suivants (situation en 2024) :[4]
- Thermomix : il s'agit d'un robot culinaire numérique doté d'une multitude de fonctions.
- Kobold : cette marque propose des aspirateurs, des aspirateurs sans fil, des robots aspirateurs, des balais aspirants et des nettoyeurs de vitres.
- Groupe akf : cet établissement financier accompagne les petites et moyennes entreprises et propose des crédits d'investissement, du leasing, de la location-vente et de l'affacturage, ainsi que des produits financiers pour les investisseurs privés. 9,9 % des parts appartiennent à la Bankhaus Lampe (de)[33].
- Vorwerk Ventures : il s'agit de la division de capital-risque de l'entreprise. Elle investit dans des start-ups via ses propres fonds d'investissement, en particulier dans les domaines des biens de consommation, de l'alimentation, de la santé et du climat[34].
- Nexaro : depuis mars 2024, la filiale commercialise le robot aspirateur NR 1500[35].

En 2013, l'entreprise vend 180 000 Thermomix. En 2014, les ventes sont de 177 000 en France, puis en 2016 de 280 000 pour 700 000 robots multifonctions d'après le Groupement interprofessionnel des fabricants d'appareils d'équipement ménager (Gifam) et GfK. 1,1 million dans le monde. En 2017, l'entreprise réalise 42 % de son chiffre d'affaires avec le robot de cuisine Thermomix et 27 % avec l'aspirateur balai Kobold. La même année, l'entreprise vend 1 million de Thermomix et occupe une part de 75 % des ventes de robots culinaires mixeurs chauffants dans le monde.
En 2017, le premier marché du robot de cuisine est l'Allemagne, suivi par la France. En 2024, Vorwerk a vendu environ 1,4 million d'appareils Thermomix dans le monde entier, en 2022 et 2023, ce chiffre était de 1,5 million chaque année. L'Allemagne est le plus grand marché pour le Thermomix, suivi de la Pologne. Cet appareil de cuisine connaît également un grand succès en France, en Italie et en Espagne. L'Italie est le marché le plus important pour l'aspirateur Kobold. Il y est commercialisé sous le nom de « Folletto ».

### Filiales et sites de production
Vorwerk produit des appareils électroménagers sur des sites en Allemagne (Wuppertal), en France (Cloyes sur les trois Rivières) et depuis 2000 en Chine (Shanghai). Une deuxième usine en France (près de Châteaudun) est opérationnelle depuis 2025,.
Elle possède aussi d'autres filiales :
- Le siège social de l'AKF Bank est situé à Wuppertal[45].
- Le siège social de Nexaro se trouve également à Wuppertal[46].

## Conflit avec le Chaos Computer Club
En 1985, Vorwerk a attaqué le Chaos Computer Club (CCC), qui avait publié dans ses pages Btx un extrait d'une étude de 1978 intitulée «  Penisverletzungen bei Masturbation mit Staubsaugern » qui se référait explicitement à la marque Kobold. Vorwerk, craignant pour sa réputation, réclama que CCC paie une indemnité de 500 000 DM. Lorsque le directeur de l'étude et quelqu'un concerné par le problème se présentèrent à Vorwerk, ils parvinrent à convaincre l'entreprise du sérieux de la source et Vorwerk annula ses poursuites.

## Vorwerk dans la culture populaire
En Allemagne, Vorwerk est étroitement associé aux ventes par porte-à-porte, au moins depuis le lancement des aspirateurs Kobold. Dans son documentaire de 1999, Die Blume der Hausfrau (de), qui connut un certain succès dans les cinémas allemands, le réalisateur Dominik Wessely décrit le travail des conseillers de vente de Vorwerk.